# Ingeborg Helen Marken
Ingeborg Helen Marken (ur. 23 stycznia 1975 w Kongsbergu) – norweska narciarka alpejska.

## Kariera
Po raz pierwszy na arenie międzynarodowej pojawiła się w 1993 roku, startując na mistrzostwach świata juniorów w Montecampione, gdzie zajęła 19. miejsce w supergigancie i 38. w gigancie.
W zawodach Pucharu Świata zadebiutowała 18 grudnia 1994 roku w Sestriere, gdzie nie zakwalifikowała się do pierwszego przejazdu w gigancie. Pierwsze punkty wywalczyła 25 lutego 1995 roku w Mariborze, gdzie zajęła dziesiąte miejsce w tej samej konkurencji. Na podium zawodów tego cyklu pierwszy raz stanęła 17 grudnia 1995 roku w Sankt Anton, kończąc rywalizację w kombinacji na drugiej pozycji. W zawodach tych rozdzieliła Austriaczkę Anitę Wachter i Niemkę Hilde Gerg. W kolejnych startach jeszcze trzy razy stanęła na podium: 7 marca 1996 roku w Kvitfjell była najlepsza w supergigancie, 17 grudnia 1997 roku w Val d’Isère była trzecia w zjeździe, a 10 marca 1999 roku w Sierra Nevada zjazd ukończyła na drugiej pozycji. W sezonie 1995/1996 zajęła 18. miejsce w klasyfikacji generalnej, a w klasyfikacji kombinacji była druga.
Wystartowała na igrzyskach olimpijskich w Nagano w 1998 roku, gdzie zajęła 11. miejsce w zjeździe, 13. w kombinacji i 19. w supergigancie, a giganta nie ukończyła. Podczas rozgrywanych cztery lata później igrzysk w Salt Lake City była trzynasta w zjeździe, a supergiganta nie ukończyła. Zajęła też między innymi szóstą pozycję w kombinacji i supergigancie na mistrzostwach świata w Sierra Nevada w 1996 roku.

## Osiągnięcia

### Igrzyska olimpijskie
| Miejsce | Dzień     | Rok  | Miejscowość    | Konkurencja | Czas biegu | Strata | Zwyciężczyni       |
| ------- | --------- | ---- | -------------- | ----------- | ---------- | ------ | ------------------ |
| 19.     | 11 lutego | 1998 | Nagano         | Supergigant | 1:18,02    | +1,14  | Picabo Street      |
| 11.     | 16 lutego | 1998 | Nagano         | Zjazd       | 1:29,89    | +1,30  | Katja Seizinger    |
| 13.     | 17 lutego | 1998 | Nagano         | Kombinacja  | 2:40,74    | +6,45  | Katja Seizinger    |
| DNF1    | 20 lutego | 1998 | Nagano         | Gigant      | 2:50,59    | -      | Deborah Compagnoni |
| 13.     | 12 lutego | 2002 | Salt Lake City | Zjazd       | 1:39,56    | +1,52  | Carole Montillet   |
| DNF     | 17 lutego | 2002 | Salt Lake City | Supergigant | 1:13,59    | -      | Daniela Ceccarelli |

### Mistrzostwa świata
| Miejsce | Dzień       | Rok  | Miejscowość       | Konkurencja | Czas biegu | Strata | Zwyciężczyni          |
| ------- | ----------- | ---- | ----------------- | ----------- | ---------- | ------ | --------------------- |
| 6.      | 12 lutego   | 1996 | Sierra Nevada     | Supergigant | 1:21,00    | +1,22  | Isolde Kostner        |
| 12.     | 18 lutego   | 1996 | Sierra Nevada     | Zjazd       | 1:54,06    | +1,73  | Picabo Street         |
| 6.      | 19 lutego   | 1996 | Sierra Nevada     | Kombinacja  | 3:19,68    | +3,15  | Pernilla Wiberg       |
| DNF1    | 22 lutego   | 1996 | Sierra Nevada     | Gigant      | 2:10,74    | -      | Deborah Compagnoni    |
| DNF1    | 24 lutego   | 1996 | Sierra Nevada     | Slalom      | 1:31,46    | -      | Pernilla Wiberg       |
| 20.     | 9 lutego    | 1997 | Sestriere         | Gigant      | 2:39,19    | +7,95  | Hilary Lindh          |
| 12.     | 11 lutego   | 1997 | Sestriere         | Supergigant | 1:23,50    | +1,75  | Isolde Kostner        |
| 12.     | 15 lutego   | 1997 | Sestriere         | Zjazd       | 1:41,18    | +2,08  | Hilary Lindh          |
| 14.     | 3 lutego    | 1999 | Vail/Beaver Creek | Supergigant | 1:20,53    | +1,58  | Alexandra Meissnitzer |
| 14.     | 7 lutego    | 1999 | Vail/Beaver Creek | Zjazd       | 1:48,20    | +1,80  | Isolde Kostner        |
| 31.     | 29 stycznia | 2001 | Sankt Anton       | Supergigant | 1:23,44    | +2,30  | Régine Cavagnoud      |
| 18.     | 6 lutego    | 2001 | Sankt Anton       | Zjazd       | 1:36,20    | +2,59  | Michaela Dorfmeister  |

### Mistrzostwa świata juniorów
| Miejsce | Dzień   | Rok  | Miejscowość   | Konkurencja | Czas biegu | Strata | Zwyciężczyni   |
| ------- | ------- | ---- | ------------- | ----------- | ---------- | ------ | -------------- |
| 19.     | 5 marca | 1993 | Montecampione | Supergigant | 1:39,23    | +2,96  | Isolde Kostner |
| 38.     | 7 marca | 1993 | Montecampione | Gigant      | 2:06,03    | +8,65  | Karin Roten    |

### Puchar Świata

#### Miejsca w klasyfikacji generalnej
- sezon 1994/1995: 89.
- sezon 1995/1996: 18.
- sezon 1996/1997: 24.
- sezon 1997/1998: 24.
- sezon 1998/1999: 23.
- sezon 1999/2000: 49.
- sezon 2000/2001: 38.
- sezon 2001/2002: 40.

#### Miejsca na podium
1. Sankt Anton am Arlberg – 17 grudnia 1995 (kombinacja) – 2. miejsce
2. Kvitfjell – 7 marca 1996 (supergigant) – 1. miejsce
3. Val d’Isère – 17 grudnia 1997 (zjazd) – 3. miejsce
4. Sierra Nevada – 10 marca 1999 (zjazd) – 2. miejsce